# Oertliella
Oertliella is een geslacht van kreeftachtigen uit de klasse van de Ostracoda (mosselkreeftjes).

## Soorten
- Oertliella africana Dingle, 1980 †
- Oertliella alata Weaver, 1982 †
- Oertliella atlantica †
- Oertliella binkhorsti (Veen, 1936) Herrig, 1966 †
- Oertliella chouberti Reyment, 1978 †
- Oertliella cretaria (Bold, 1964) Abe, Reyment, Bookstein, Honigstein, Almogi-Labin, Rosenfeld & Hermelin, 1988
- Oertliella delicata Bassiouni & Luger, 1990 †
- Oertliella dextrospinata Honigstein & Rosenfeld, 1986 †
- Oertliella donzei Weaver, 1982 †
- Oertliella ducassae Benson, 1972
- Oertliella echinata (McKenzie et al., 1993) †
- Oertliella exquisita Bate, 1972 †
- Oertliella frescoensis (Apostolescu, 1961) Honigstein & Rosenfeld, 1995 †
- Oertliella guadalajarensis (Breman, 1976) Reyment, 1984 †
- Oertliella ingerica Damotte, 1971 †
- Oertliella khargensis Bassiouni & Luger, 1990 †
- Oertliella maastrichtia Dingle, 1981 †
- Oertliella pennata Dingle, 1980 †
- Oertliella pulchra Babinot, 1980 †
- Oertliella rasbaalbekensis Damotte & Saint-Marc, 1972 †
- Oertliella reticulata (Kafka, 1886) Pokorny, 1964 †
- Oertliella semivera (Hornibrook, 1952) Ayress, 1993
- Oertliella soaresi Colin & Lauverjat, 1974 †
- Oertliella supera Babinot, 1980 †
- Oertliella tarfayaensis (Reyment, 1978) Reyment, 1980 †
- Oertliella tubillaensis Rodriguez-lazaro, 1988 †
- Oertliella vesiculosa (Apostolescu, 1961) Bassiouni & Luger, 1990 †